# باخوس الشاب المريض
باخوس الشاب المريض (بالإيطالية: Bacchino Malato)‏ وعرفت أيضاً باسم باخوس المريض هي لوحة للرسام الإيطالي كارافاجيو رسمت ما بين سنة 1593 و1594 تمثل الإله باخوس، اشتراها الكاردينال سكيبيوني بورغيزي في سنة 1607 وهي موجودة حالياً في معرض بورغيزي في روما.